# Рижівка (Курська область)
Рижівка (рос. Рыжевка) — присілок в Рильському районі Курської області Російської Федерації.
Населення становить 350 осіб. Входить до складу муніципального утворення Крупецька сільрада.

## Історія
Дата першої згадки - 1741 рік
Населений пункт розташований на території українського етнічного та культурного краю Східна Слобожанщина.
Від 2004 року входить до складу муніципального утворення Крупецька сільрада.

## Населення
| 2002 | 2010 |
| ---- | ---- |
| 490  | ↘350 |